# ローディゴ
ローディゴ（イタリア語: Rodigo）は、イタリア共和国ロンバルディア州マントヴァ県にある、人口約5,200人の基礎自治体（コムーネ）である。

## 地理

### 位置・広がり
コムーネはマントヴァから北西約15kmの位置にある。

#### 隣接コムーネ
隣接するコムーネは以下の通り。
- カステッルッキオ
- チェレザーラ
- クルタトーネ
- ガゾルド・デリ・イッポーリティ
- ゴーイト
- ポルト・マントヴァーノ

### 気候分類・地震分類
気候分類では、zona E, 2388 GGに分類される。
また、イタリアの地震リスク階級 (it) では、zona 3 (sismicità bassa) に分類される。

## 行政

### 分離集落
筆頭地域のローディゴと、リヴァルタ・スル・ミンチョ(Rivalta sul Mincio)とフォッサート(Fossato)の分離集落がある。

## 自然・環境
リヴァルタ・スル・ミンチョ集落の東側に広がるミンチョ川の氾濫原 Valli del Mincioは、ラムサール条約の定める「国際的に重要な湿地」に登録されている（イタリアのラムサール条約登録地一覧、クルタトーネも参照）。

## 姉妹都市
- Berg、ドイツ 2004年